# Vitamină
Vitaminele sunt substanțe chimice organice necesare în cantități mici pentru ca organismul să fie sănătos. Majoritatea vitaminelor nu pot fi sintetizate de către organism, deci ele trebuie obținute din alimentație.
Termenul de vitamine nu cuprinde alți nutrienți esențiali cum ar fi mineralele, acizii grași esențiali sau aminoacizii esențiali.
Suplimentarea cu vitamine este larg răspândită în ziua de azi. Multor alimente li se adaugă vitamine în plus față de ce conțin inițial în timpul procesului de fabricație. Una din problemele suplimentării cu vitamine este faptul că multe dintre ele cresc în mod semnificativ apetitul. În ziua de astăzi, obezitatea este o problemă serioasă, iar suplimentarea cu vitamine o poate crea sau accentua. Există oameni care au devenit obezi din cauza suplimentării cu vitamine în copilărie sau adolescență.
Termenul de vitamină a fost folosit pentru prima dată de biochimistul polonez Casimir Funk, unul din pionerii experimentelor cu vitamine în 1912. Vita, în limba latină, înseamnă viață, iar sufixul -amină este pentru amine; la momentul respectiv se credea că toate vitaminele sunt amine. Acum însă se știe că nu este așa.

## Istorie
Importanța mâncării anumitor alimente pentru păstrarea sănătății a fost recunoscută cu mult înainte să se fi identificat vitaminele. Egiptenii antici știau că dacă hrăneau un pacient cu ficat, acesta se va vindeca de orbire de noapte, acum știindu-se că este cauzată de o deficiență de vitamina A. În 1747, chirurgul scoțian James Lind a descoperit că citricele și preparatele din ele previn scorbutul, o boală letală, în care colagenul nu se formează corect și caracterizată prin vindecări lente, sângerări ale gingiilor și dureri acute. În 1753, Lind a publicat Tratat asupra Scorbutlui. Totuși, descoperirea sa nu era unanim acceptată. În expedițiile Marinei Regale din secolul XIX, de exemplu, se credea că scorbutul era prevenit de o igienă bună la bordul navei, exerciții fizice regulate și menținerea moralului ridicat al echipajului, în locul unei diete bazată pe mâncare proaspătă, așa că aceste expediții au continuat să fie compromise de scorbut. În acea perioadă, când Robert Falcon Scott a făcut cele două expediții în Antarctica la începutul secolului XX, teoria medicală general acceptată era că scorbutul era cauzat de mâncarea la conservă contaminată.
În 1881, chirurgul rus Nikolai Lunin a hrănit șoareci cu un amestec artificial de toți constituenții laptelui cunoscuți la momentul respectiv, adică proteine, grăsimi, carbohidrați și săruri. Aceștia au murit, în timp ce șoarecii hrăniți cu lapte natural s-au dezvoltat normal. A formulat o concluzie precum că "un aliment natural ca laptele trebuie deci să conțină, pe lângă ingredientele principale cunoscute, mici cantități de substanțe necunoscute esențiale vieții" . Concluzia trasă de el a fost respinsă de ceilalți cercetători, care nu au putut să reproducă rezultatele experimentelor sale. O diferență a fost faptul că el a folosit zahăr normal (zaharoză), pe când ceilalți cercetători au folosit zahăr din lapte (lactoză), care încă mai conținea cantități mici de vitamina B.
În 1905, William Fletcher a descoperit că prin mâncarea orezului nedecorticat în locul celui decorticat se prevenea boala beriberi. În anul următor, Frederick Hopkins a afirmat că alimentele conțin "factori accesori"—pe lângă proteine, carbohidrați, grăsimi etc.—care sunt necesari corpului uman. Când Casimir Funk a izolat complexul hidrosolubil de micronutrienți a cărui bioactivitate fusese identificată de Fletcher, a propus ca acesta să fie numit "Vitamină". Numele a devenit repede sinonim cu "factorii accesori" ai lui Hopkins, iar până când s-a demonstrat că nu toate vitaminele sunt amine, cuvântul era deja popular. În 1920, Jack Cecil Drummond a propus ca "e"-ul final să cadă, pentru a se dezaccentua legătura cu "aminele", după descoperirea faptului că vitamina C nu avea componentă aminică. În limba română, forma a rămas neschimbată, spre deosebire de limba engleză.
La începutul anilor 1900, oamenii de știință au fost capabili să izoleze și să identifice un număr de vitamine. Inițial, lipide din ulei de pește au fost folosite pentru vindecarea rahitismului la șobolani, iar nutrientul liposolubil a fost numit "antirahitic A". Între timp, numele a fost schimbat, el devenind vitamina D, care este subiectul dezbaterilor pe tema faptului că aceasta nu este într-adevăr o vitamină, fiind un derivat steroid.

## Vitaminele umane
Pentru oameni există 13 vitamine, împărțite în două grupe, cele patru solubile în grăsimi (A, D, E și K) și cele nouă solubile în apă (opt vitamine B și vitamina C).
| Numele vitaminei | Denumire chimică                                                                | Solubilitate | Deficiență, boală               | Supradoză | Necesarul minim zilnic mediu (M,19-30) |
| ---------------- | ------------------------------------------------------------------------------- | ------------ | ------------------------------- | --------- | -------------------------------------- |
| Vitamina A       | Retinol                                                                         | Grăsimi      | Orbire de noapte, Keratomalacia | 25.000 ui | 620 μg                                 |
| Vitamina B1      | Tiamină                                                                         | Apă          | Beriberi                        | -         | 1 mg                                   |
| Vitamina B2      | Riboflavină                                                                     | Apă          | Ariboflavinoză                  | -         | 1,1 mg                                 |
| Vitamina B3      | Niacină                                                                         | Apă          | Pelagra                         | 2.500 mg  | 12 mg                                  |
| Vitamina B5      | Acid pantotenic                                                                 | Apă          | Paresteziază                    | -         | -                                      |
| Vitamina B6      | Piridoxină                                                                      | Apă          | -                               | 400mg     | 1,1 mg                                 |
| Vitamina B7      | Biotină                                                                         | Apă          | -                               | -         | 30 µg                                  |
| Vitamina B9      | Acid folic                                                                      | Apă          | *                               | 1.000 µg  | 320 μg                                 |
| Vitamina B12     | Cianocobalamină                                                                 | Apă          | Anemie                          | -         | 2 µg                                   |
| Vitamina C       | Acid ascorbic                                                                   | Apă          | Scorbut                         | -         | 75 mg                                  |
| Vitamina D1-D4   | Lamisterol, Ergocalciferol, Calciferol, Dihidrotachisterol, 7-dehidrositosterol | Grăsimi      | Rahitism                        | 50.000 IU | 2 µg pentru toate vitaminele D         |
| Vitamina E       | Tocoferol                                                                       | Grăsimi      | -                               | 50.000 IU | 12 mg                                  |
| Vitamina K       | Naftoquinonă                                                                    | Grăsimi      | -                               | -         | 75 µg                                  |

- = Deficiența de acid folic (Vitamina B9) în timpul sarcinii este asociată cu boli congenitale ale bebelușilor și este legată de apariția cancerului.

Unele dintre vitamine sunt cunoscute după numele din literatura de specialitate mai veche. Vitamina B2 este numită și vitamina G. Vitamina B7, sau biotină este știută și ca "vitamina H". Vitamina B9, sau acid folic și alți folați precum "vitamina M (acid pteril-tri-glutamic)" sunt cunoscute drept folicină. Vitamina B3 apare și ca "vitamina PP", un nume derivat de la termenul învechit "factor prevenitor de pelagra". Multe alte substanțe esențiale ale dietei care erau numite la început vitamine sunt acum clasificate ca făcând parte din alte grupuri.
Alte vitamine posibile sunt DMAE (pește, ouă, soia, creier), acidul lipoic (ficat), acidul folinic (ficat), bioptrină (pește, ficat), PPQ (mai jos) și coenzima Q (carne, iaurt, soia).

### Deficiențe și excese de vitamine
Un organism poate supraviețui pentru un timp fără vitamine, deși deficitul prelungit de vitamine poate duce la boli, de obicei dureroase și potențial fatale. Rezervele organismului de vitamine pot varia foarte mult; un adult poate avea un deficit de vitamina A sau B12 de un an sau mai mult înainte să apară vreo boală, în timp ce vitamina B1 din rezerve nu rezistă mai mult de două săptămâni.
Vitaminele solubile în grăsimi pot fi păstrate ca rezervă în organism și sunt toxice când sunt luate în exces. Vitaminele solubile în apă nu sunt păstrate în organism, cu excepția vitaminei B12, rezerva ei aflându-se în ficat.

## Pseudo-vitamine
- Vitamina F este termenul care desemna la început acizii grași esențiali pe care corpul nu îi poate sintetiza. Au fost excluși din categoria vitaminelor pentru că sunt acizi grași. Acizii grași sunt o componentă majoră a grăsimilor care, ca și apa, sunt necesare organismului în cantități mari și deci nu sunt sub incidența definiției vitaminelor, care sunt necesare în cantități mici.
- Herbaliștii și naturopații au numit diferite substanțe chimice terapeutice "vitamine", deși nu sunt, printre care vitamina T, vitamina U și vitamina X.
- Unele autorități în domeniu spun că ubiquinona, numită și coenzima Q10, este o vitamină. Ubiquinona este produsă în cantități mici de organism, ca și vitamina D.
- Vitamina B15 (Acid pangamic); substanța înrudită dimetilglicina este numită greșit vitamina B15, dar numită și B16.
- Toxinele Laetrile și amigdalina sunt numite uneori vitamina B17. Și acidul pangamic, și laetrile au fost propuse ca fiind vitamine de Ernst T. Krebs; nici una nu a fost recunoscută drept vitamină de comunitatea medicală. Capacitățile vitaminei B17 de a combate cancerul au fost negate de multe experimente. Ele produc drept metabolit acid cianhidric și pot provoca moartea.
- Flavonoizii sunt numiți uneori și vitamina P.
- Factorii de creștere a animalelor au fost desemnați vitamine, precum acidul para-aminobenzoic (PABA), care este factorul datorită căruia cresc penele păsărilor (vitamina B10), folacina (vezi acid folic) acid pteril-heptaglutamic este factorul de creștere a păsărilor (vitamina B11 sau vitamina Bc-conjugată) și acidul orotic ca vitamina B13 pentru șobolani.
- Câteva substanțe erau crezute a fi vitamine complexe B și sunt numite vitamine B în literatura veche, incluzând B4 (adenină) și B8 (acid adenilic), dar nu mai sunt recunoscute ca vitamine.
- Doctorii mici au etichetat și unele analgezice și antibiotice ca vitamine.

## Nomenclatură
Vitaminele pot prezenta mai multe denumiri:
- DENUMIREA ALFABETICĂ:

se folosesc literele mari ale alfabetului A, B, C, D, E, K și diferiți indici în cadrul unui tip de vitamină D2-D3, B1, B2 ,B6 etc.
- DENUMIREA CHIMICĂ: are la bază structura chimică a vitaminei
  - A1 – retinol
  - B1 – TIAMINĂ
  - B2 – RIBOFLAVINĂ
  - B6 – PIRIDOXINA
  - C – ACID ASCORBIC
  - E – TOCOFEROL
  - H1 – ACID PARAAMINOBENZOIC
  - K – FITOMENADIONĂ

- DENUMIREA TERAPEUTICĂ după efectul terapeutic
  - A – ANTIXEROFTALMICA
  - C – ANTISCORBUTICĂ
  - D – ANTIRAHITICĂ
  - E – ANTISTERILITĂȚII
  - PP – ANTIPELAGRĂ
  - K – ANTIHEMORAGICA

## Clasificare
S-a încercat o clasificare în funcție de mecanismul de acțiune, deși nu este pe deplin cunoscut pentru toate vitaminele. Multe vitamine funcționează ca atare sau după o prealabilă biotransformare, formând coenzime ale unor enzime specifice (toate vitaminele B, biotina, 
vitaminele A și K).
Altele acționează pe căi asemănătoare hormonilor (D și A). Unele (vitaminele C și E) funcționează ca sisteme antioxidante față de peroxizii nocivi. Vitaminele A (retinalul, acidul retinoic) au modalități particulare de acțiune. 
O clasificare mai veche împărțea vitaminele în 2 mari clase, în funcție de solubilitatea lor:
- vitamine hidrosolubile (solubile în apă), din care fac parte toate vitaminele B, biotina, acidul ascorbic;
- vitamine liposolubile, (insolubile în apă), solubile în lipide (grăsimi), din care fac parte vitaminele A, D, E și K. 
Există o serie de substanțe, numite antivitamine care prezintă o acțiune antagonistă vitaminelor și care produc efectele avitaminozelor respective. În principiu fiecare vitamină poate avea una sau mai multe antivitamine.
- SOLUBILITATE:
  - LIPOSOLUBILE : A, D, E, K (solubile în grăsimi).
  - HIDROSOLUBILE: COMPLEXUL B , VITAMINA C (solubile în apă)

- MECANISM DE ACȚIUNE

EFECT NUCLEAR – acționează influențând transcripția ADN : vitamina A și vitamina D.
EFECT MEMBRANAR- împiedică acțiunea unor radicali liberi în organism vitamina E, vitamina C.
TRANSFERAREA UNOR GRUPĂRI FUNCȚIONALE (CO2, CH3, NH2) vitaminele B1, B6, B12, BIOTINA, ACID FOLIC.
TRANSFER DE ELECTRONI : Vitamina PP, vitamina B2, vitamina K.
VITAMINELE HIDROSOLUBILE
Din această clasă fac parte compuși polari, solubili în apă, dar cu structuri și funcții biochimice foarte diferite. Un număr dintre ele alcătuiesc grupul vitaminelor B, prezente în drojdie, în semințe de cereale, în ficat. Lipsa de aport prin alimentație, provoacă stări de policarență și nu de hipovitaminoză anume. Sunt absorbite la nivelul intestinului subțire, trecând în circulația portală. Se stochează în cantități foarte mici și sunt eliminate urinar. De aceea trebuie continuu furnizate prin alimentație. Excesul este, în general bine tolerat, surplusul eliminându-se urinar, fără afectarea organismului. Excepție face supradozarea unora cum sunt acidul nicotinic și vitamina B6

## Utilizări colocviale ale termenilor
- Vitamina A și vitamina C sunt folosite în argou ca reprezentând băuturi alcoolice și, respectiv, cofeină.
- Sedativul ketamină este numit deseori vitamina K când este folosit ca drog.
- Vitamina Dragoste este menționată în cântecul lui Patti Page, I Don't Care if the Sun Don't Shine, referindu-se la dragostea însăși.
- Vitamina V este un colocvialism pentru Viagra, vitamina Z pentru Zoloft și vitamina R pentru ritalină (în special când se sugerează că acestea sunt recomandate când nu este nevoie (sau hiperbolic: luate la fel de comun ca și vitaminele)).
- Colocvial, cuvântul vitamină se referă în general la suplimentele de vitamine, produse, de obicei, sub formă de pilulă, care conțin una sau mai multe vitamine pure, folosite pentru a suplimenta conținutul în vitamine al unei diete.

Colocvialisme mai puțin cunoscute:

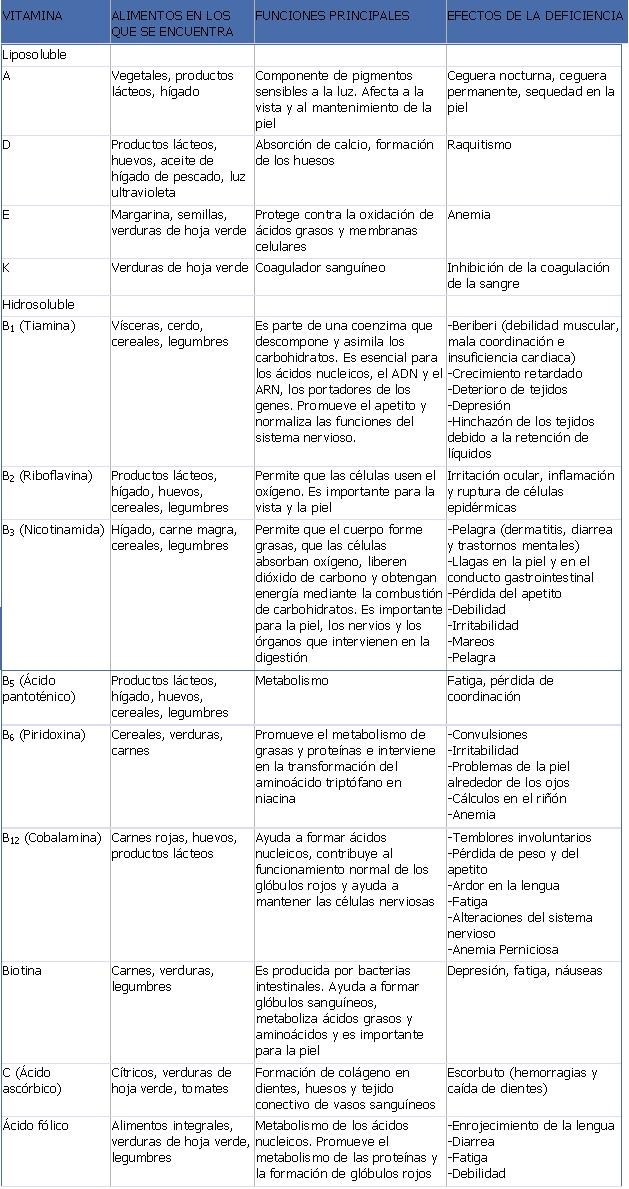

- Vitamina G este argou pentru berea Guinness.
- Vitamina J este folosit pentru a se referi la Jägermeister, care este o băutură alcoolică din plante exportată din Germania.
- Biotina mai este găsită ca vitamina H.
- Vitamina I este utilizată pentru ibuprofen.
- Vitamina R se referă la rugăciune.
- Vitamina S este argou pentru steroizi.
- Vitamina W este folosit pentru apă.

## Vitamine non-umane
Organisme diferite au nevoie de substanțe organice diferite. Majoritatea mamiferelor au nevoie, cu unele excepții, de aceleași vitamine ca și oamenii. O excepție importantă este vitamina D; majoritatea mamiferelor o poate sintetiza. Cu cât o specie este mai puțin înrudită cu mamiferele, cu atât cerințele organismului devin mai diferite. De exemplu, unele bacterii au nevoie de adenină. Quinona pirroloquinolina (PQQ), care se găsește în iaurt, a fost descoperită ca vitamină pentru șoareci în 2003. Pisicile de casă au nevoie de nutrientul taurină; aceasta este o vitamină pentru ele, dar nu și pentru oameni, pentru că ei și-o pot sintetiza.

## Efecte ale vitaminelor și surse ale acestora
| Vitamina | Efecte | Surse |
| -------- | --- | --- |
| A        | - întreține vederea, în special cea nocturnă - ajută la formarea oaselor și dinților - întreține sănătatea pielii, gingiilor, mucoaselor - protejează contra infecțiilor - reglează multiplicarea celulară și troficitatea mucoaselor și a țesuturilor - necesară în funcția de reproducere - protejează celulele de acțiunea radicalilor liberi | morcovi, ardei kapia, ardei gras, sfeclă roșie, spanac, varză roșie, tomate, salată verde, unt, brânză, ouă, lapte, urzică                                                |
| B1       | - ajută la transformarea glucidelor și grăsimilor în energie - are valoare în transmiterea influxului nervos - are rol important în combaterea unor afecțiuni ca: - polinevrite de diferite origini - pareze, paralizii medulare și ale nervilor periferici și boli infecțioase ale sistemului nervos - accidente vasculare și afecțiuni cardiovasculare - afecțiuni hepatice și ale căilor biliare - stări de dezechilibru acido-bazic                             | legume uscate, fulgi de cereale, orez integral, pâine integrală, drojdie de bere, tărâțe de grâu, lapte                                                                   |
| B2       | - este esențială în producerea de energie - participă la degradarea proteinelor, glucidelor și grăsimilor - indicată la alăptare - este indicată în: - conjunctivită, keratită - catar de primăvară, afecțiuni alergice - hemoragii retiniene, blefarospasm, fotofobie, hemeralopie - enterocolite, porfinurie, insuficiență hepatică - anemii, tulburări de absorbție a fierului                                                                                   | cereale integrale, drojdie de bere, ouă, lactate |
| D        | - favorizează absorbția calciului și fosforului - indirect stimulează depunerea sărurilor minerale în oase - indicații: - rahitism, osteomalacie, fracturi - carii repetate - decalcifiere în timpul sarcinii - psoriazis, leziuni cutanate, lupus tuberculos - contraindicații: - nefrite, litiază renală - procese degenerative cardiovasculare - arterioscleroză - nu se administrează doze mari în timpul sarcinii!                                             | gălbenuș de ou, unt, lapte de vacă |
| E        | - protejează organismul față de acțiunea radicalilor liberi - participă la formarea și protejarea globulelor roșii și ale țesuturilor - indicații: - sterilitate (la ambele sexe) - avort habitual, iminență de avort - vărsături - tulburări neuromusculare survenite în cursul sarcinii - prurit vulvar - hepatită epidemică și cronică - distrofii musculare - reumatism muscular - insuficiență cardiacă - infarct miocardic - psoriazis - acnee - sclerodermie | ulei de germeni de porumb, ulei de germeni de floarea soarelui, semințe de floarea soarelui, alune, spanac, pâine neagră, unt, cartofi prăjiți, făină de grâu, varză, ouă |
| K        | - participă la formarea de protrombină (un coagulant natural al sângelui) - participă la formarea oaselor - indicat în prevenirea hemoragiilor cu diverse localizări | spanac, salată verde, urzici, roșii, mazăre, cereale, uleiuri vegetale, ouă, lactate                                                                                      |